# Edmund Parr
Edmund Parr ( 30 de março de 1849 - 17 de março de 1925) foi um político republicano americano que serviu como membro da Câmara dos Delegados e do Senado da Virgínia, representando seu condado de Patrick.